# スペースX CRS-8
SpX-8としても知られるスペースX CRS-8は、2016年4月8日 20:43 UTCに打ち上げられた国際宇宙ステーションへの商業補給サービスミッション。
このミッションはファルコン9ロケットの23回目の打ち上げであり、ドラゴン貨物宇宙船の10回目の飛行であるとともに、NASAとの商業補給サービス計画に関する契約下でのスペースXの8回目の軌道ミッションだった
。
このカプセルには、2022年5月時点でさらに5年間の軌道上耐久試験が続くと予想されている、ドラゴン宇宙船のトランクに搭載して運ばれ、ステーションに取り付けられたプロトタイプの膨張式宇宙居住環境であるビゲロー拡張式活動モジュール（BEAM）を含む、3,100キログラム (6,800 lb)を超える貨物が搭載された。
ペイロードを飛行軌道に乗せる加速を行った後、ロケットの第1段は大気圏のより密度の高い層に再突入し、打ち上げから9分後に洋上着艦プラットフォーム Of Course I Still Love You に垂直着艦し、スペースX再使用打ち上げシステム開発計画で待ち望まれていたマイルストーンを達成した。
このミッションで回収されたファルコン9の第1段（SN:B1021）は2017年3月30日にSES-10衛星を搭載して、初めて再飛行するブースターとなった。

## 打ち上げスケジュールの履歴

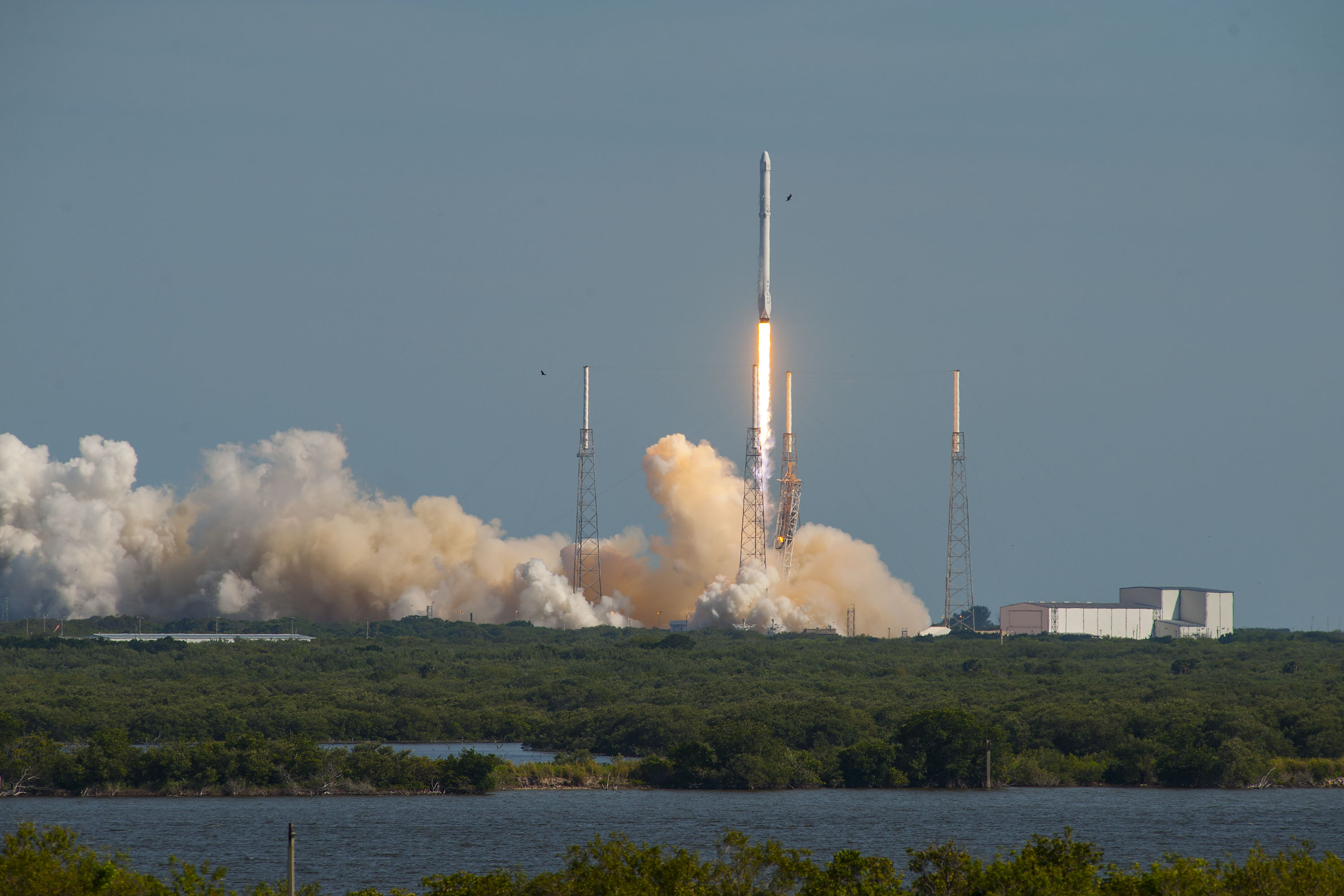
2016年4月8日にSLC-40から離昇するファルコン9

当初、NASAは打ち上げは2015年9月2日までに行われるように計画していた。打ち上げ日は、2015年6月のスペースX CRS-7の飛行でのファルコン9打ち上げ機の失敗の分析結果を待って検討されることになった。リターン・トゥ・フライト（RTF）プロジェクトには追加の改良が含まれていた。
10月中旬にSpaceXが発表した追加のマニフェスト変更により、CRS-8はアップグレードされたファルコン9フル・スラスト ロケットの3回目の打ち上げとなる予定だった。2016年3月までに、打ち上げ日は2016年4月8日に設定され、翌日に予備の打ち上げ期間が設けられた。
最終的に、宇宙船は予定通りに2016年4月8日 20:43 UTCに打ち上げられた。ロケットの第1段は打ち上げ後約2分40秒で分離し、第2段は打ち上げから約10分30秒で分離した。

## 一次ペイロード
NASAはスペースXとCRS-8ミッションの契約を結んでおり、これに従って一次ペイロードであるドラゴン宇宙カプセルの軌道パラメーターを決定した。
このミッションでは3,136 kg (6,914 lb)の補給品、実験機材およびISSのハードウェアが届けられた。
この貨物の中には、ステーションに取り付けられて少なくとも5年間の観察と試験が見込まれる、ビゲロー拡張式活動モジュール（BEAM）と呼ばれる初めての拡張式モジュールも含まれていた。ドラゴン宇宙船には、Planet Labsが建造および運用し、ナノラックス・キューブサット展開機から展開される16機の3Uサイズの Flock 2d CubeSatも搭載されていた。
このミッションは、ステーションから地上に帰還する1,700 kg (3,700 lb)以上の貨物を搭載して着水した。

## 第1段の着艦

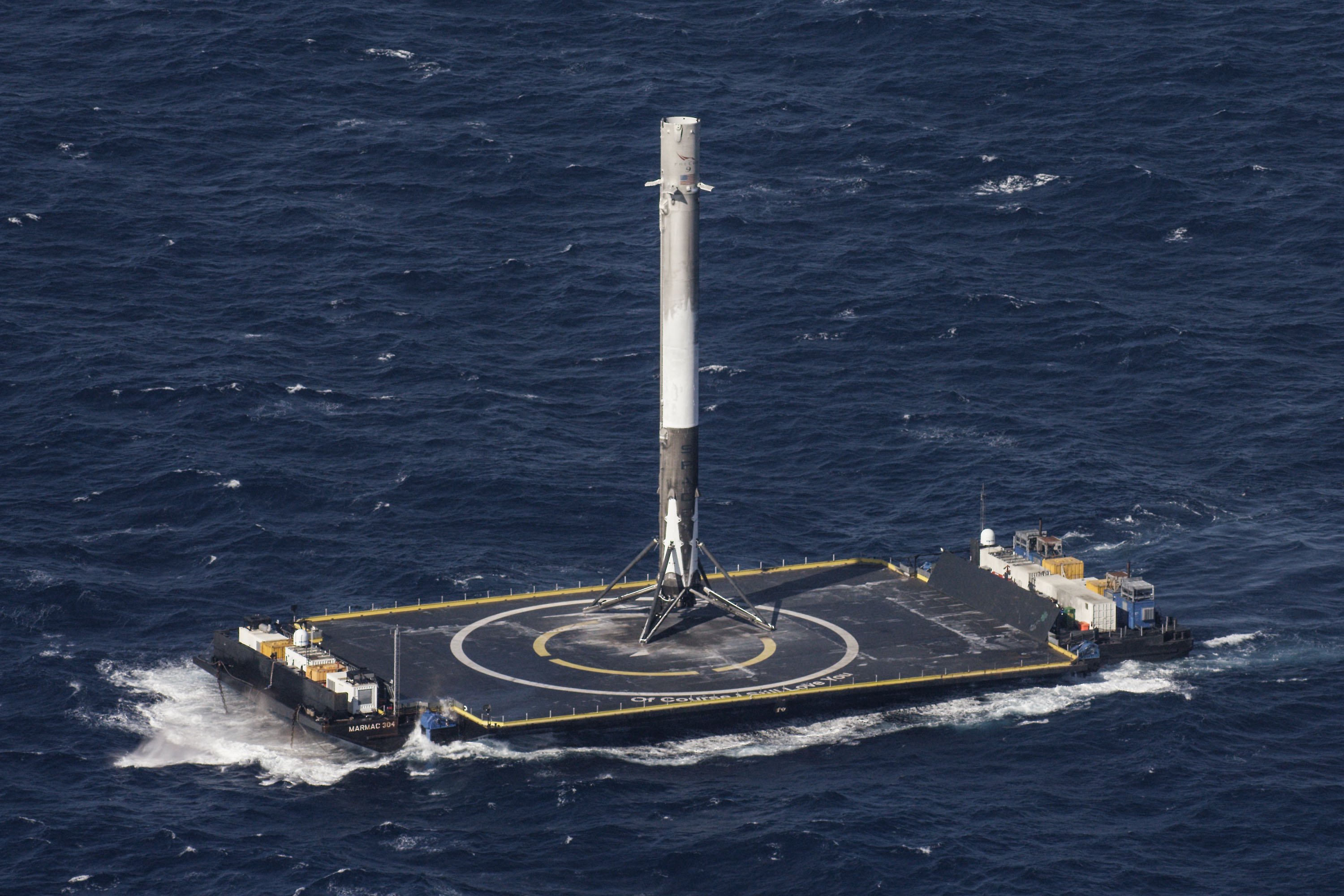
自律型宇宙港無人船に着艦するファルコン9フライト23の第1段

CRS-8貨物カプセルを国際宇宙ステーションへの軌道に送り出した後に、ファルコン9ロケットの第1段は大西洋上で飛行試験ブーストバックおよび再突入機動行うように指令された。離昇から9分後の20:52:10 UTCに第1段ブースターは、フロリダ沿岸300 km (190 mi)の自律型宇宙港無人船 Of Course I Still Love You に垂直に着艦し、スペースX再使用打ち上げシステム開発計画で待ち望まれていたマイルストーンを達成した。
これはスペースXの軌道打ち上げ機による2回目の着陸成功であり、あらゆる組織においても浮遊体への初めての垂直着艦だった。スペースXは、2015年12月22日にファルコン9フライト20で ケープカナベラルの地上にファルコン9を着陸させていた。

### 港への到着
無人船は第1段をフロリダ州カナベラル港へと運搬し、2016年4月12日（UTC）に到着し、荷揚げされた。スペースXは、将来の運用ミッションの準備が整っているかどうかを確認するために、この第1段をケープ・カナベラルに留め置いて、一連の試験燃焼を行った。スペースXのイーロン・マスクCEOは、このロケットはケネディ宇宙センター第39発射施設で試験燃焼が行われるだろうと述べていた。マスクは、試験燃焼が順調に進めば、この第1段は2016年6月のミッションで再飛行する可能性が高いと述べた。

### 第1段の再飛行
CRS-8で使用された第1段は、2017年初頭に、初めての再飛行に選択された。スペースXがその後の打ち上げで再利用できる第1段の適合性を証明するのに先立って、追加のテストが実施された。2017年1月31日、スペースXは、テキサスで行われたこの第1段の静的燃焼試験の写真を投稿した。2017年3月30日に、SES-10通信衛星を搭載したファルコン9フライト32の一部として再び打ち上げられた。この第1段は、無人船 Of Course I Still Love You に着艦して再び回収された。
ファルコン9ブースターを再利用するための、数か月にわたる複数の機体を用いた試験プロセスの一環として別の第1段（JCSAT-14を輸送したフライト24のもの）が、2016年5月により高エネルギーのGTO軌道から「地球大気圏に再突入する際の極端な温度」に遭遇したことから、その後の試験の「基準機体」に指定された。このブースターは、2016年7月28日に完了した150秒間のエンジン燃焼を含む一連のテストを受けた。